# NGC 434
NGC 434 é uma galáxia espiral barrada (SBab) localizada na direcção da constelação de Tucana. Possui uma declinação de -58° 14' 50" e uma ascensão recta de 1 horas, 12 minutos e 14,3 segundos.
A galáxia NGC 434 foi descoberta em 28 de Outubro de 1834 por John Herschel.